# Nötö kapell
Nötö kapell, eller Abrahams-kapellet, är en kapellkyrka i trä som ligger på Nötö i Nagu. Kapellet började byggas år 1756 och invigdes ett år senare, 2 juli 1757.

## Historia
Innan det nuvarande kapellet byggdes har två andra kapell funnits på ön. Det första omnämnandet är ett vigselbevis från 1657, där det står att ett par har vigts i kapellet på Nötö. Det första kapellet lär ska ha varit en anspråkslös byggnad mitt i byn.
Följande kapell restes redan år 1664-1665 vid öns västra hamn på Eurholmen, nuvarande Kappalholmen. Kappalholmen ansågs dock var svårtillgänglig och därför bestämde man sig 90 år senare för att bygga ett nytt kapell på huvudön.
Det nuvarande kapellet började byggas den 10 augusti 1756 och invigdes den 2 juli 1757. Byggnaden har åtta kanter, högt valmtak och ett altarfönster som öppnar sig mot Österfjärdens vatten. Färgerna i kyrkorummet ger ett speciellt ljus som inger lugn. Byggnadsstilen var populär i Sverige på 1700-talet.
Kapellet fick namnet Abrahams kapell, efter kyrkoherde Abraham Miödh. Byggarbetet slutfördes år 1772 när målaren Gustaf Lucander färdigställde sina väggmålningar.
Till en början begravdes döda ortsbor under golvplankorna inne i kapellet. Varje gård tilldelades fyra löstagbara golvplankor. År 1774 byggdes den resta gravgården kring kapellet.

## Nuvarande verksamhet
Under 2000-talet har skådespelaren och sångaren Riko Eklundh årligen ordnat en sommarkonsert i Nötö kapell. År 2019 ordnades evenemanget för tjugonde gången.
Nötö kapell har inte haft en egen präst sedan början av 1800-talet. Under somrarna ordnas gudstjänster som förrättas av en präst från Nagu eller Korpo.

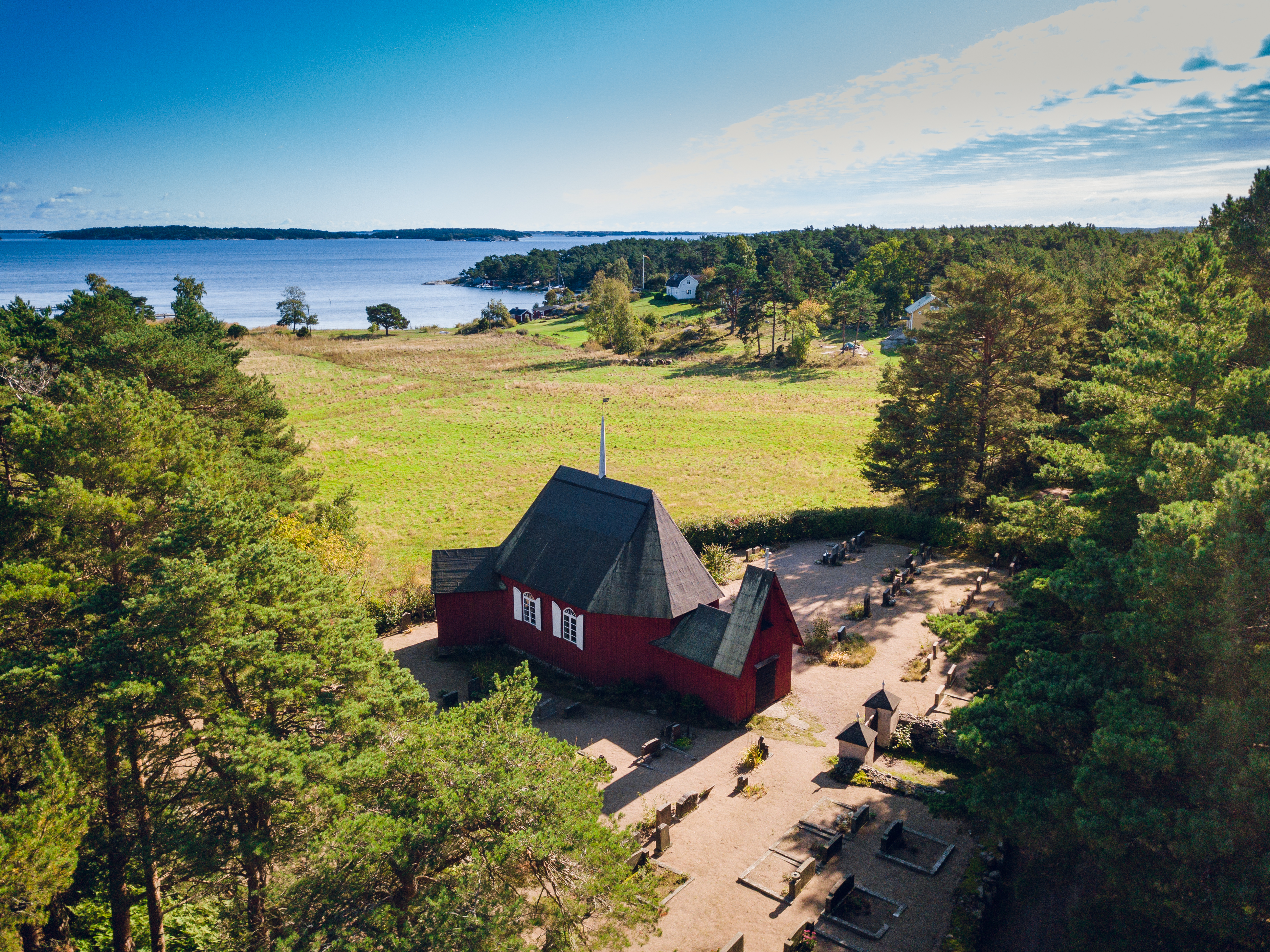
Nötö kapell fotograferat från luften
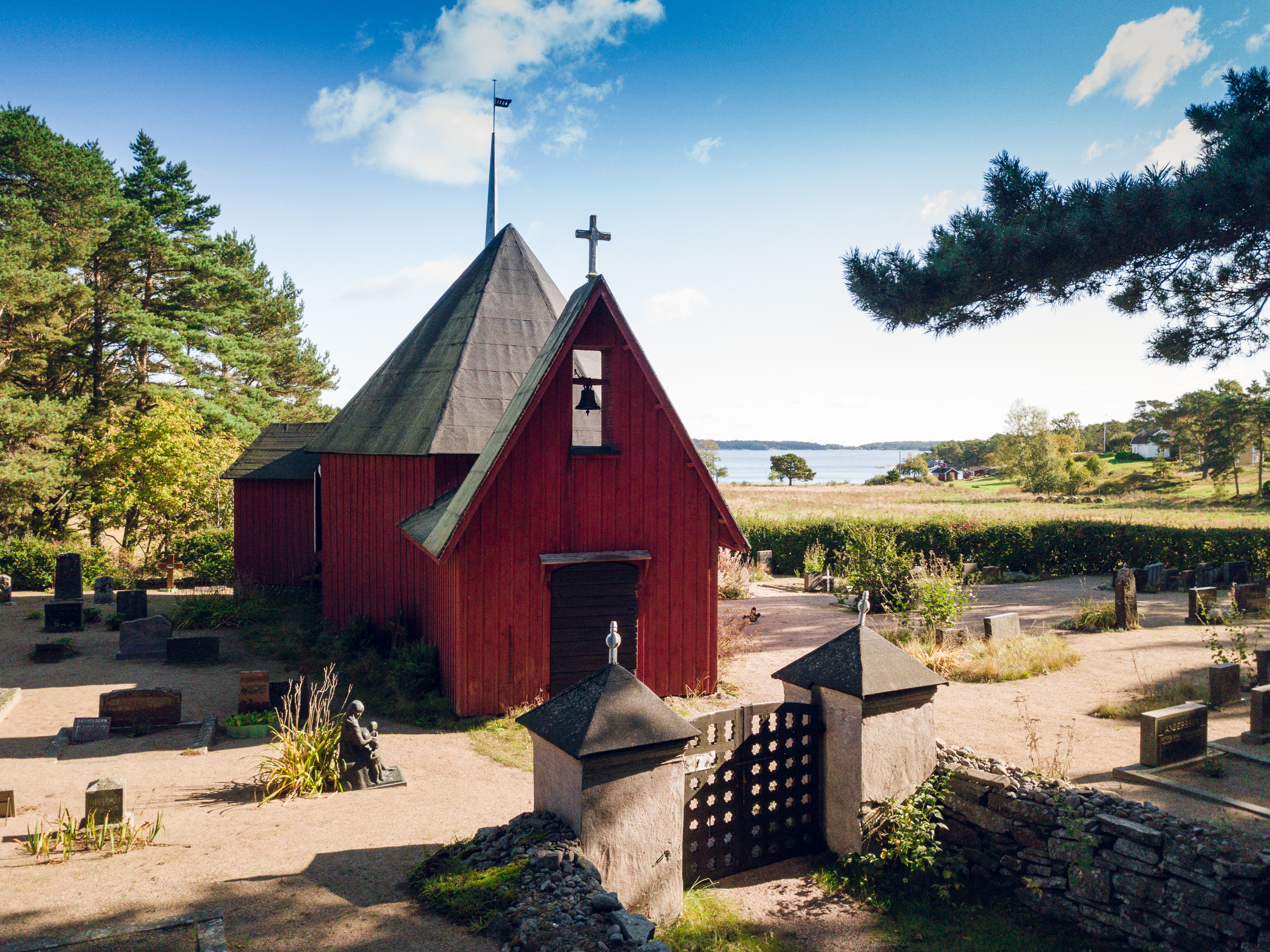
Framsidan av Nötö kapell fotograferat från luften
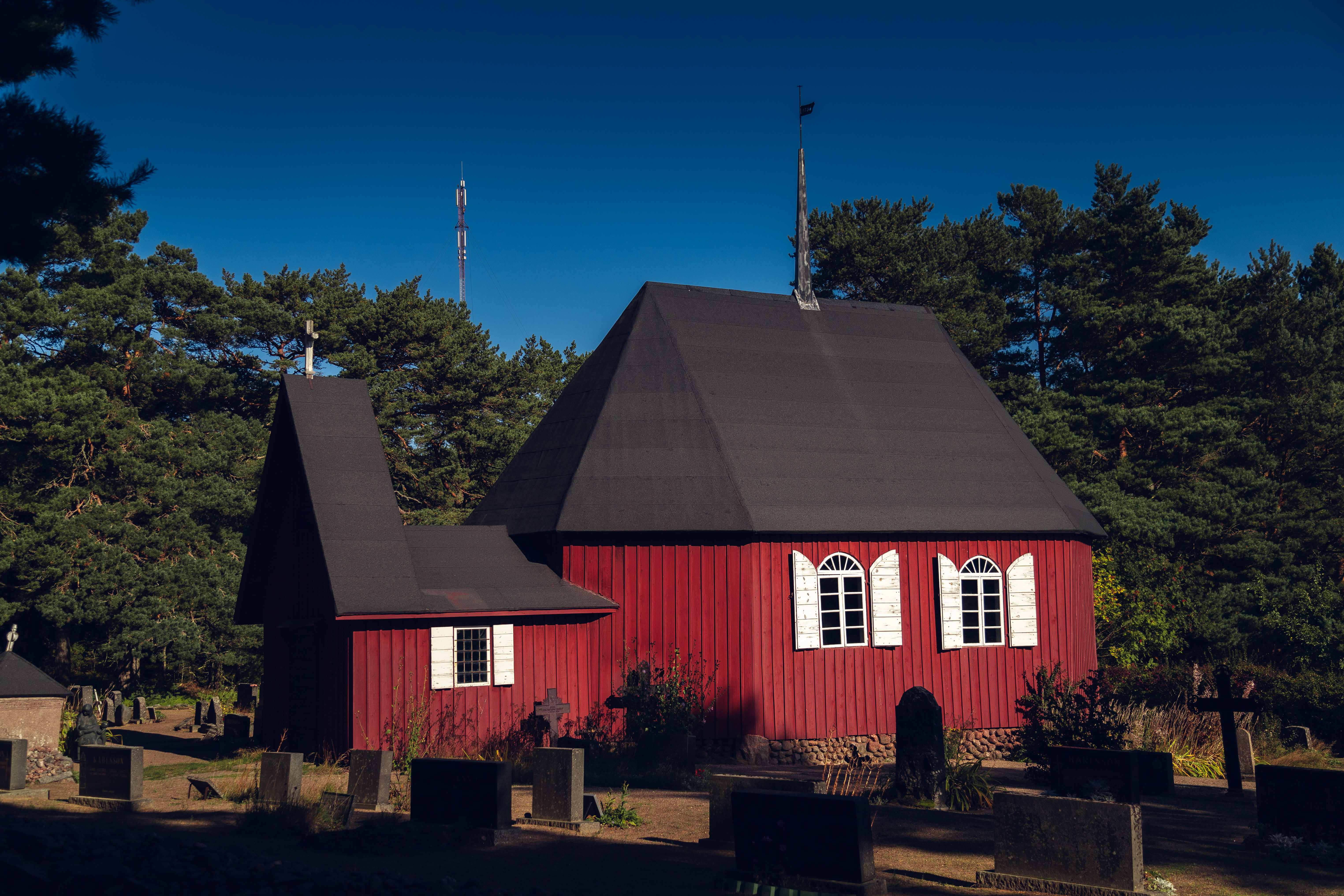
Nötö kapell är en oktogonal byggnad
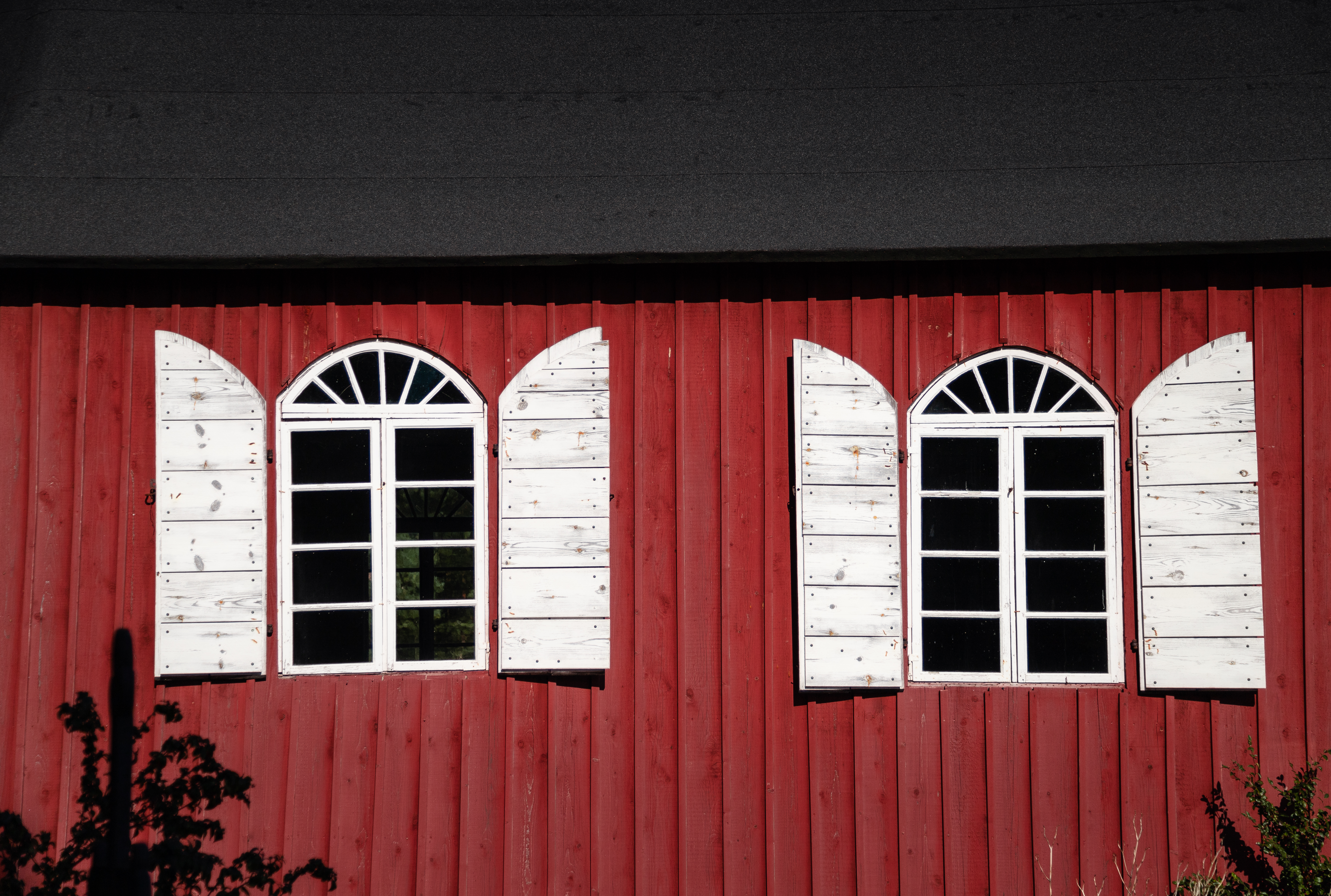
Nötö kapell
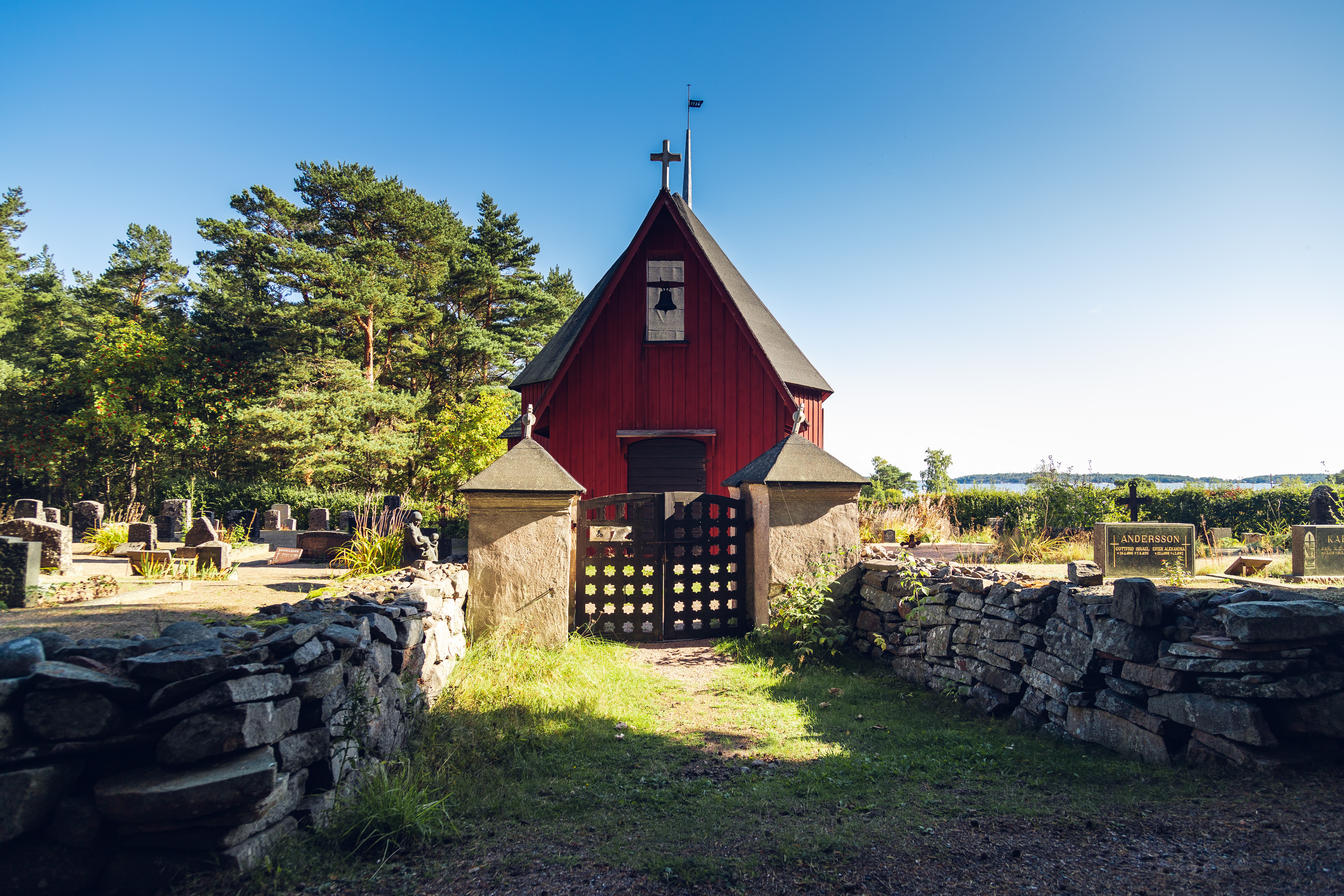
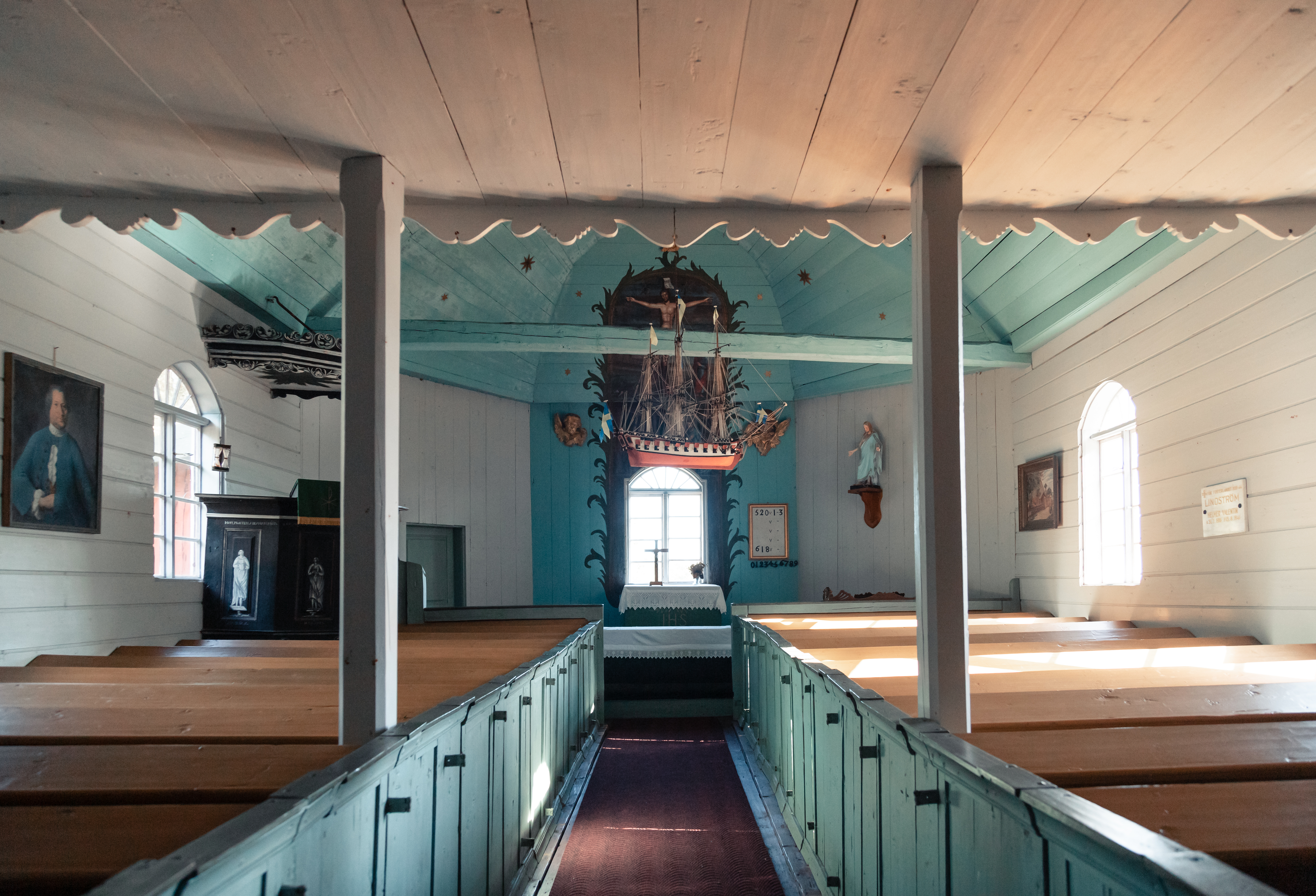
Nötö kapell har ett speciellt ljus
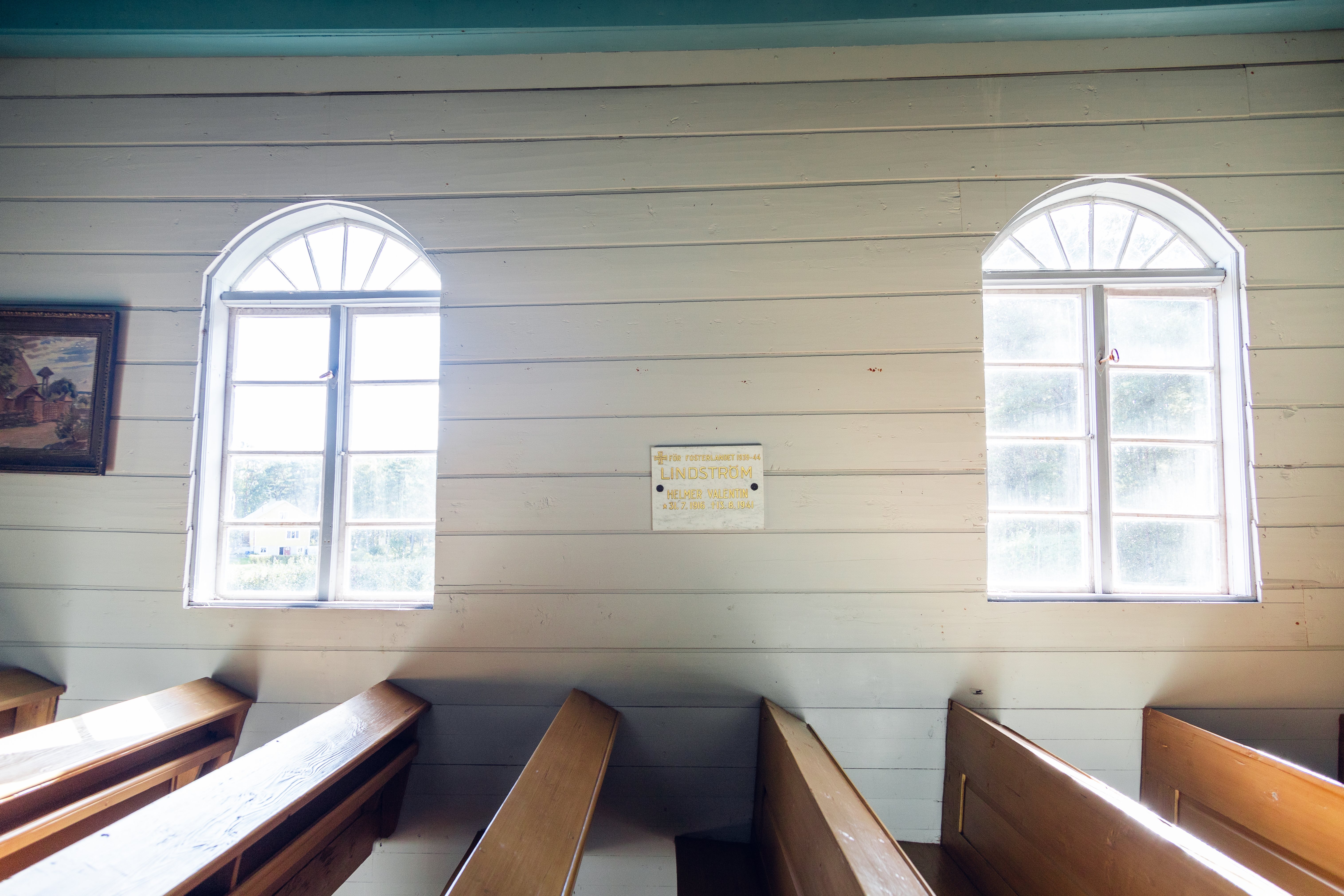
Nötö kapell interiör
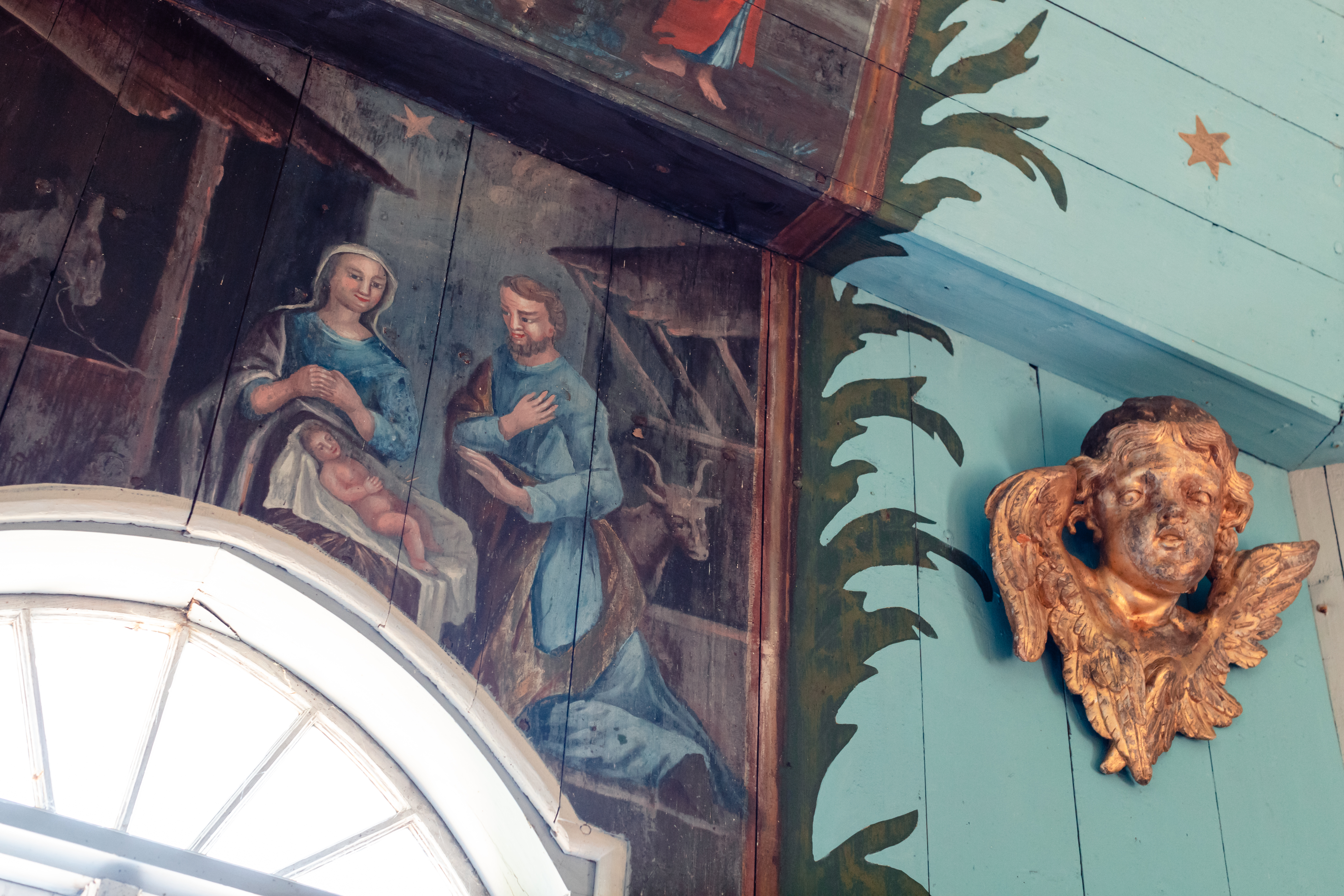
Nötö kapell altarmålning
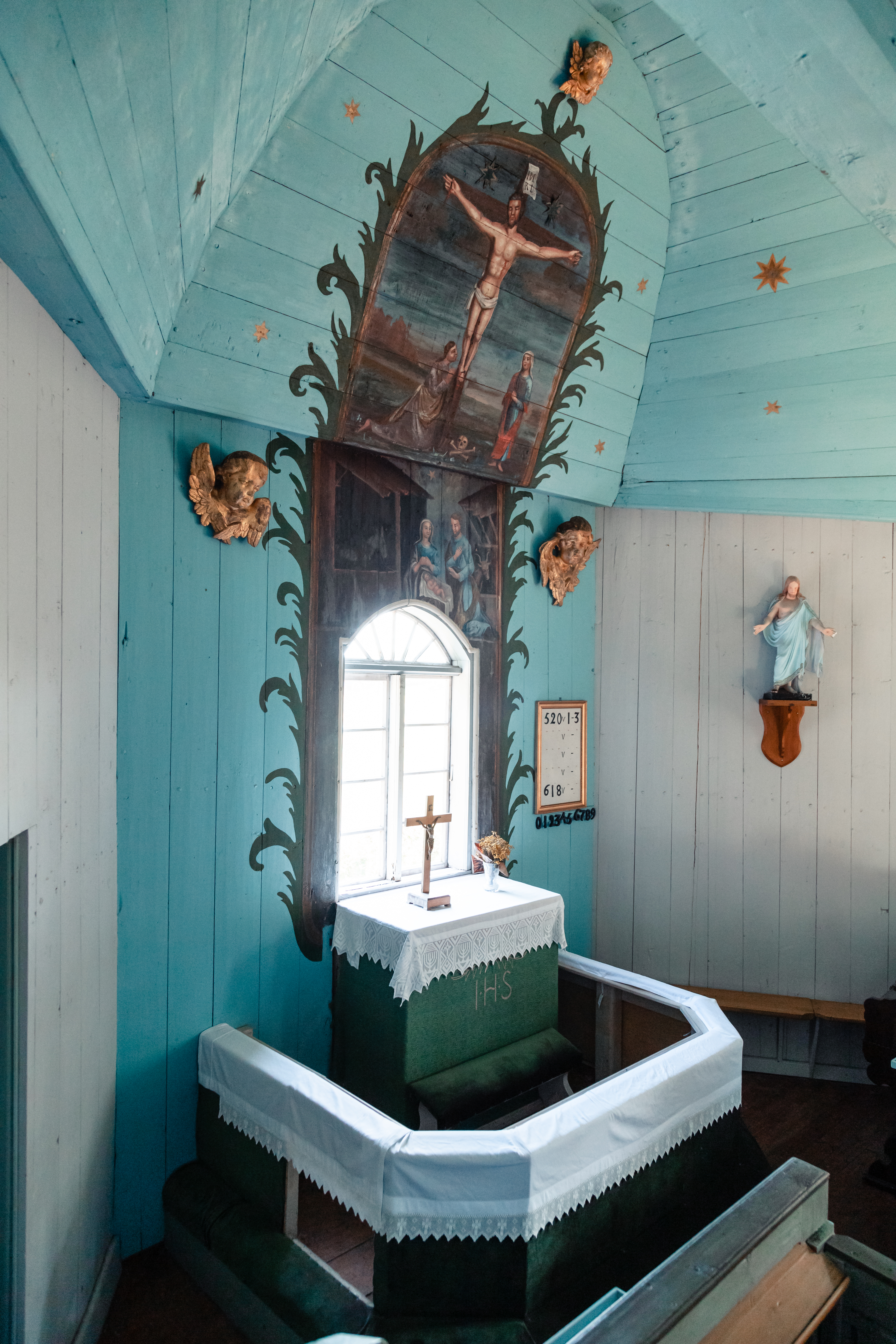
Nötö kapell altarmålning
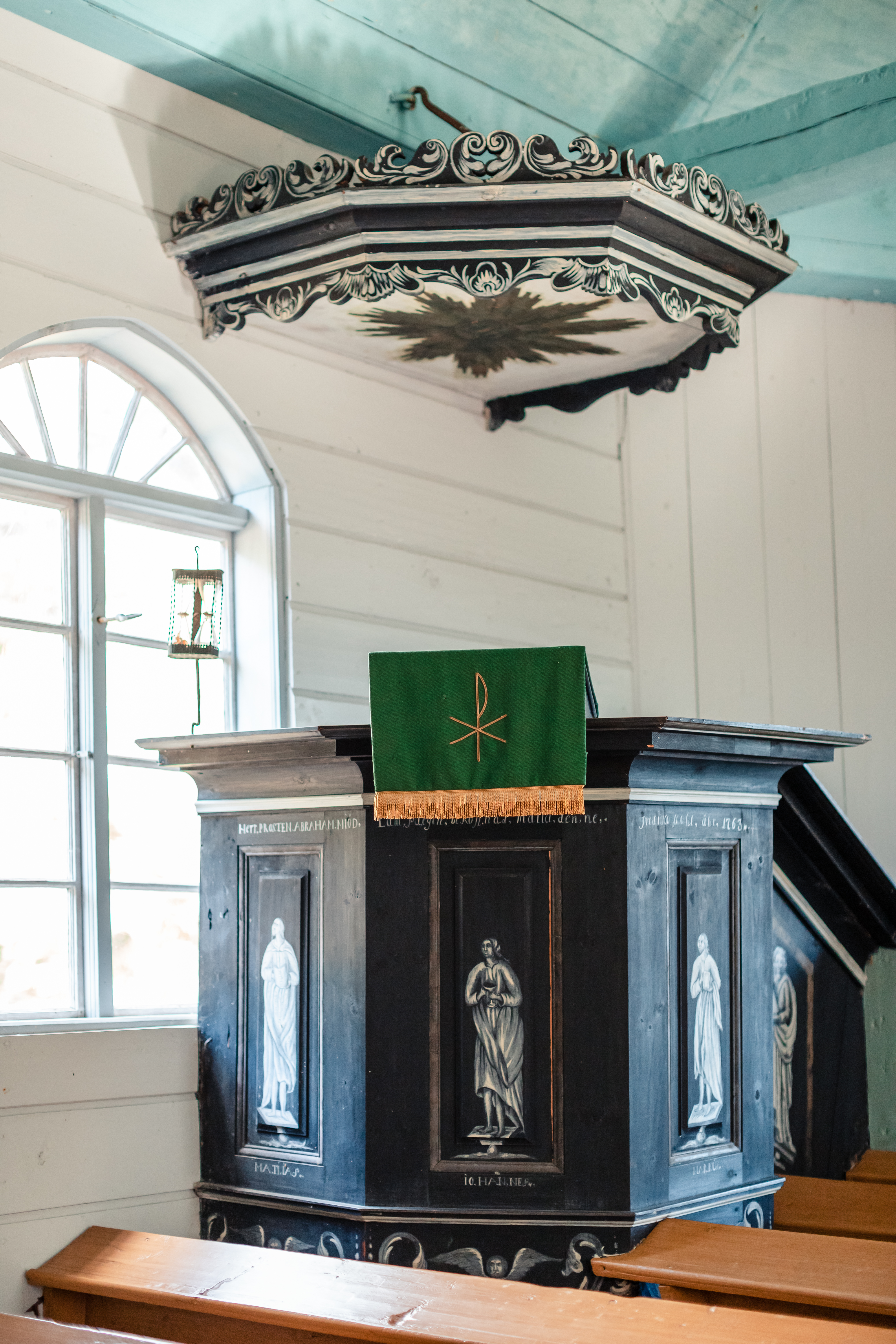
Nötö kapell predikstol
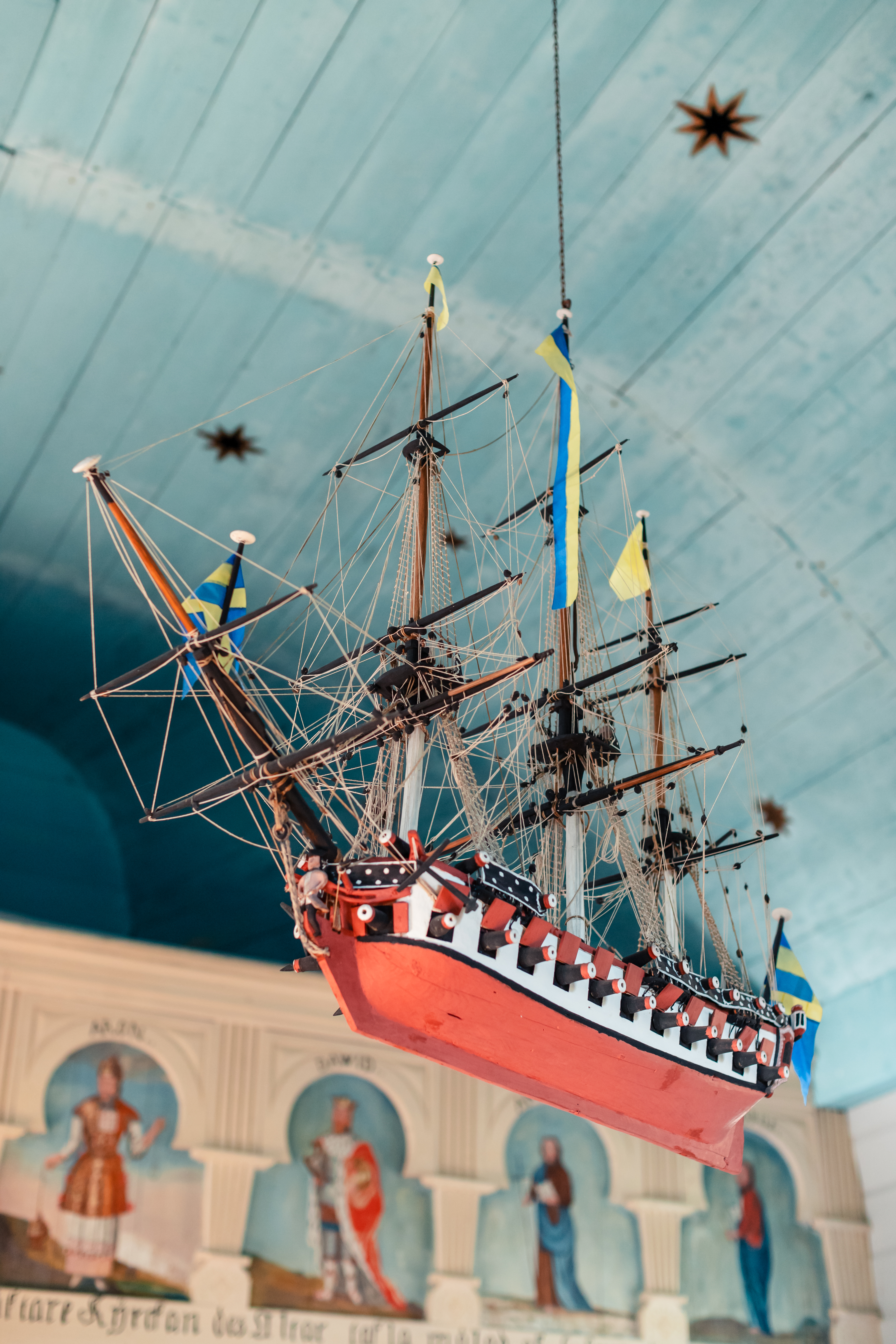
Nötö kapells votivskepp
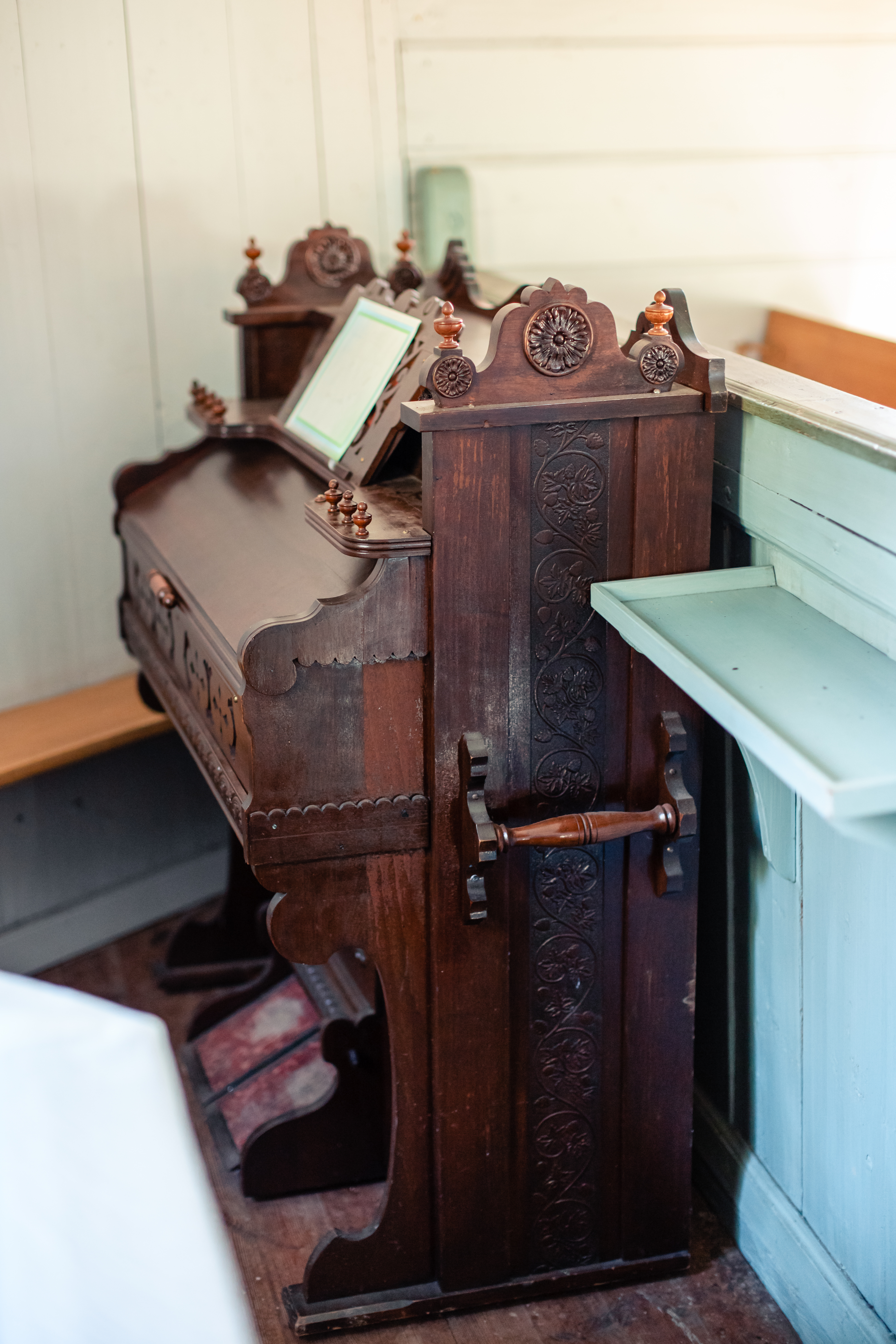
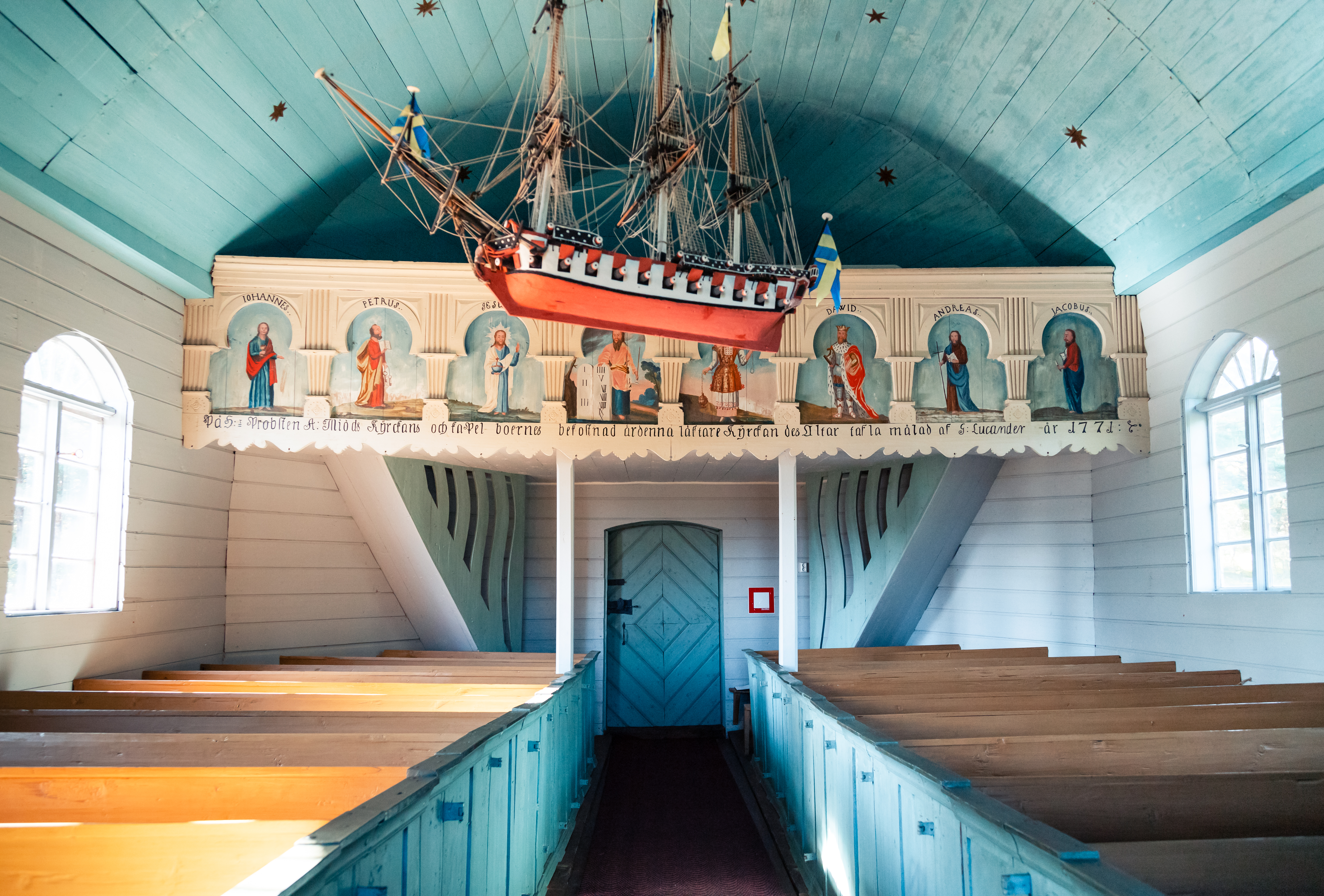